# Contactor

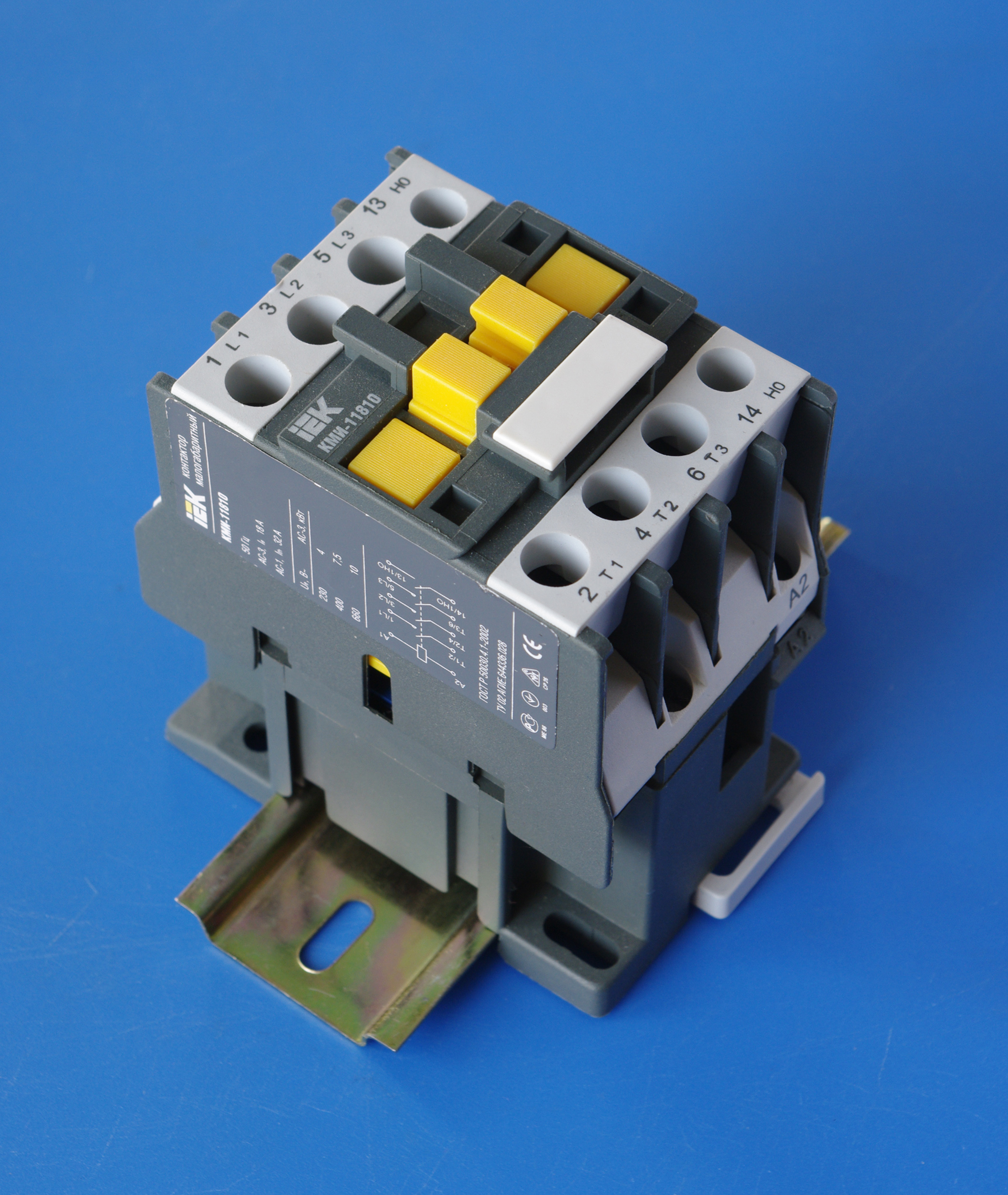
Een contactor met drie hoofdcontacten en één NO-hulpcontact, gemonteerd op een DIN-rail

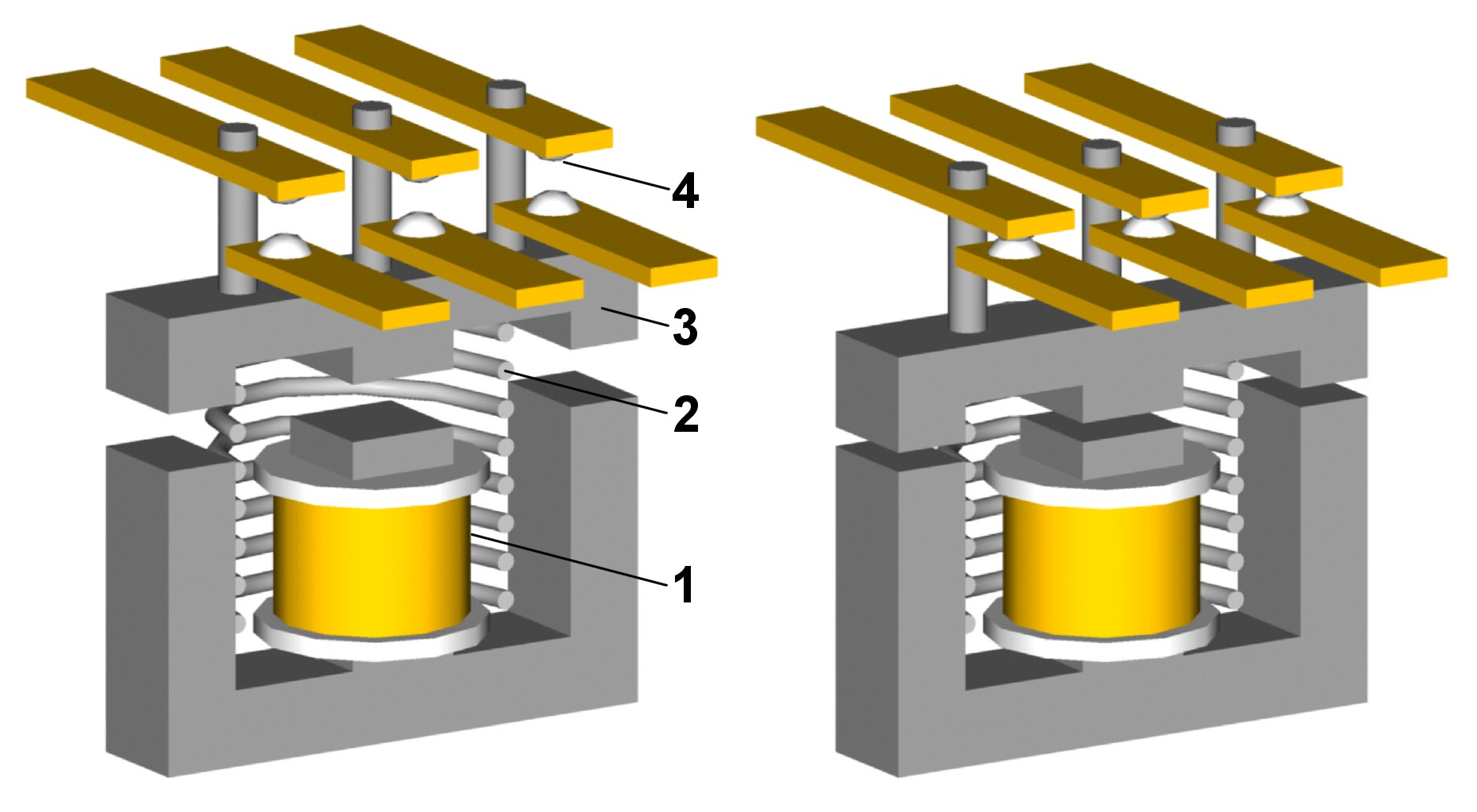
Opbouw magneetgestel van een contactor: 1 spoel om ijzeren kern, 2 veer, 3 anker, 4 schakelcontacten

Schematische weergave: contactor met drie hoofdcontacten en twee hulpcontacten, waarvan één verbreek- en één maakcontact

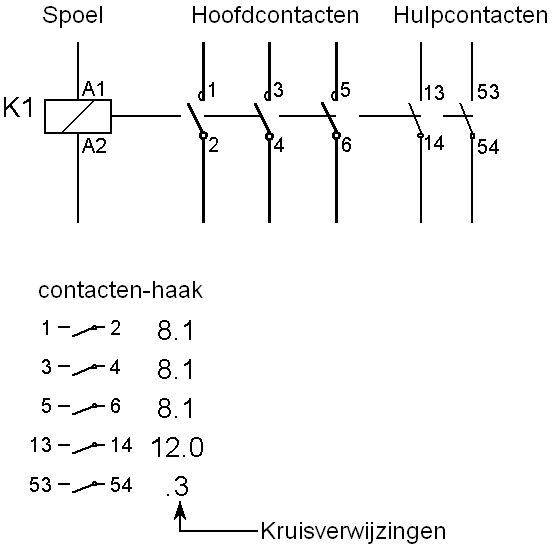
Voorstelling van een magneetschakelaar in een elektrisch schema

Een contactor of magneetschakelaar is een relais dat naast hoofdstroomcontacten of vermogencontacten zogenaamde hulpstroomcontacten voor de stuurstroom heeft. De contactor vormt de verbinding tussen de stuurkring en de vermogenkring van een schakeling.
De hoofdcontacten zijn robuuster uitgevoerd, en schakelen het hoofdstroomcircuit. De hulpcontacten, die in het algemeen kleinere stromen voeren, zijn lichter geconstrueerd en hebben een functie in het stuurstroomcircuit. Men onderscheidt twee soorten hulpcontacten: contacten die sluiten bij het aantrekken van het relais (maakcontacten), en contacten die openen bij aantrekken van het relais (verbreekcontacten). Ook kunnen hulpcontacten zo zijn uitgevoerd, dat zij bij het aantrekken van de magneetschakelaar vertraagd sluiten of openen. Voorts kan deze zelfde tijdfunctie voorkomen bij het afvallen van de contactor.

## Toepassing
In de sterkstroomtechniek vinden magneetschakelaars veel toepassing. In op afstand bestuurde installaties en bij processen die automatisch worden geregeld wordt voor schakelfuncties veelvuldig gebruik gemaakt van deze relais. Ze worden onder meer toepast voor de bediening van draaistroommotoren.

## Onderdelen van de contactor
- De voet, hiermee wordt de contactor op de montagerail of montageplaat gemonteerd.
- De spoel, door deze te bekrachtigen worden de schakelcontacten geopend en/of gesloten.
- De hoofdcontacten die duidelijk zwaarder zijn uitgevoerd dan de hulpcontacten.
- De bluskamers van de hoofdcontacten, die de vonken moeten doven die ontstaan bij het uitschakelen van inductieve belastingen. Bij het openen van de hoofdcontacten wordt de vlamboog naar de bluskamers gedrukt waar de boog in meerdere stukken wordt gekapt.
- De hulpcontacten die opgenomen kunnen worden in de stuurkring.
- De ijzeren kern die samen met de spoel een sterke elektromagneet vormt. Deze magneet sluit de contacten bij het bekrachtigen van de spoel, dus als er spanning op wordt gezet.
- Het anker is het beweegbare deel van het magneetgestel. Hieraan is een contactdrager bevestigd waarop de contacten geïsoleerd zijn aangebracht.
- De veer die de contacten moet openen als de spoel niet bekrachtigd wordt.
- De behuizing.
- De aansluitklemmen kunnen veerdruk- of schroefklemmen zijn.
- Het ingebouwde snubbernetwerk; de vrijloop diode, varistor of RC netwerk om de overspanning van de spoel bij afschakeling weg te filteren.

## Nummering van de contacten
De hoofdcontacten worden standaard aangegeven met nummers 1-2, 3-4 en 5-6. De spoel wordt aangegeven met nummering A1-A2; de klem A1 komt aan de geschakelde zijde en klem A2 aan de niet- geschakelde zijde, in het algemeen, aan de nul. De hulpcontacten worden genummerd met xy waar x staat voor het nummer van het contact en y voor de onbekrachtigde staat. Zo zijn de mogelijkheden voor y:
- x1-x2 voor een in onbekrachtigde staat gesloten NC-contact (NC = normally closed)
- x3-x4 voor een in onbekrachtigde staat open NO-contact (NO = normally open)
- x5-x6 voor een in onbekrachtigde staat gesloten vertraagd NC-contact
- x7-x8 voor een in onbekrachtigde staat open vertraagd NO-contact

als het eerste contact een NO-contact is en het tweede een NC-contact dan krijgen we nummering 13-14 en 21-22.

## Kenmerken van de contactor
- De thermische stroom Ith van de contactor in ampère is de stroom die de contactor permanent kan verdragen bij gesloten contacten zonder overhit te raken. Bij inductieve belastingen is deze thermische stroom groter dan de stroom die de contactor mag afschakelen.
- De nominale stroom In van de contactor in ampère is de stroom die de contactor kan schakelen bij de gegeven gebruikscategorie.
- De gebruikscategorie van de hoofdcontacten van de contactor is meestal AC3 wat slaat op inductieve AC-belastingen van asynchrone motoren.
- De maximale spanning voor de contacten.
- De spoelspanning en frequentie zijn de spanning en frequentie van de stuurstroom.
- De ontstoring of het snubbernetwerk om de overspanning, die ontstaat bij het uitschakelen van de spoel, weg te werken. Er zijn verschillende vormen van ontstoringen:
  - Een vrijloopdiode enkel bij DC-spoelen. Belangrijk is de polariteit van de vrijloopdiode.
  - Een varistor bij zowel AC- als DC-spoelen.
  - Een RC-keten bij zowel AC- als DC-spoelen.
- De hulpcontacten die ingebouwd zijn en de mogelijkheid om daarbij hulpcontacten aan te bouwen. Zo wordt vaak een blok met de thermische beveiliging direct aan de contactor gemonteerd.